# 航天晨光
航天晨光，中国航天科工集团下属上市公司之一，也是航天科工旗下南京晨光集团有限责任公司的子公司。该公司前身系清朝洋务运动李鸿章创造的金陵机器制造局，目前主要以生产各种特种车辆、管道为主。该公司延续的经营理念仍是廿一兵工厂时期李承干提出“厘定法规明职责，精诚勤俭创新业”，厂歌仍是《廿一兵工厂歌》，与长安集团、台湾國防部軍備局生產製造中心第205廠相同。